# جيمس ليستير دوغلاس
جيمس ليستير دوغلاس هو فلاح وسياسي كندي، ولد في 29 نوفمبر 1881، وتوفي في 30 سبتمبر 1950. حزبياً، نشط في الحزب الليبرالي الكندي. وقد انتخب عضو مجلس العموم الكندي.